# جهانبخش ذبیحی‌طاهر
جهانبخش طاهر (زاده ۱۱ بهمن ۱۳۶۸) بازیکن فوتبال اهل ایران است.
وی سابقه بازی در لیگ برتر فوتبال ایران و باشگاه‌های نفت تهران، صبای قم و آلومینیوم اراک را دارد.